# ヤン・クベリーク
ヤン・クベリーク（またはクーベリック、Jan Kubelík, 1880年7月5日 - 1940年12月5日）は、チェコのヴァイオリニスト・作曲家。英語読みでジャン・キューベリックとも表記される。

## 生涯

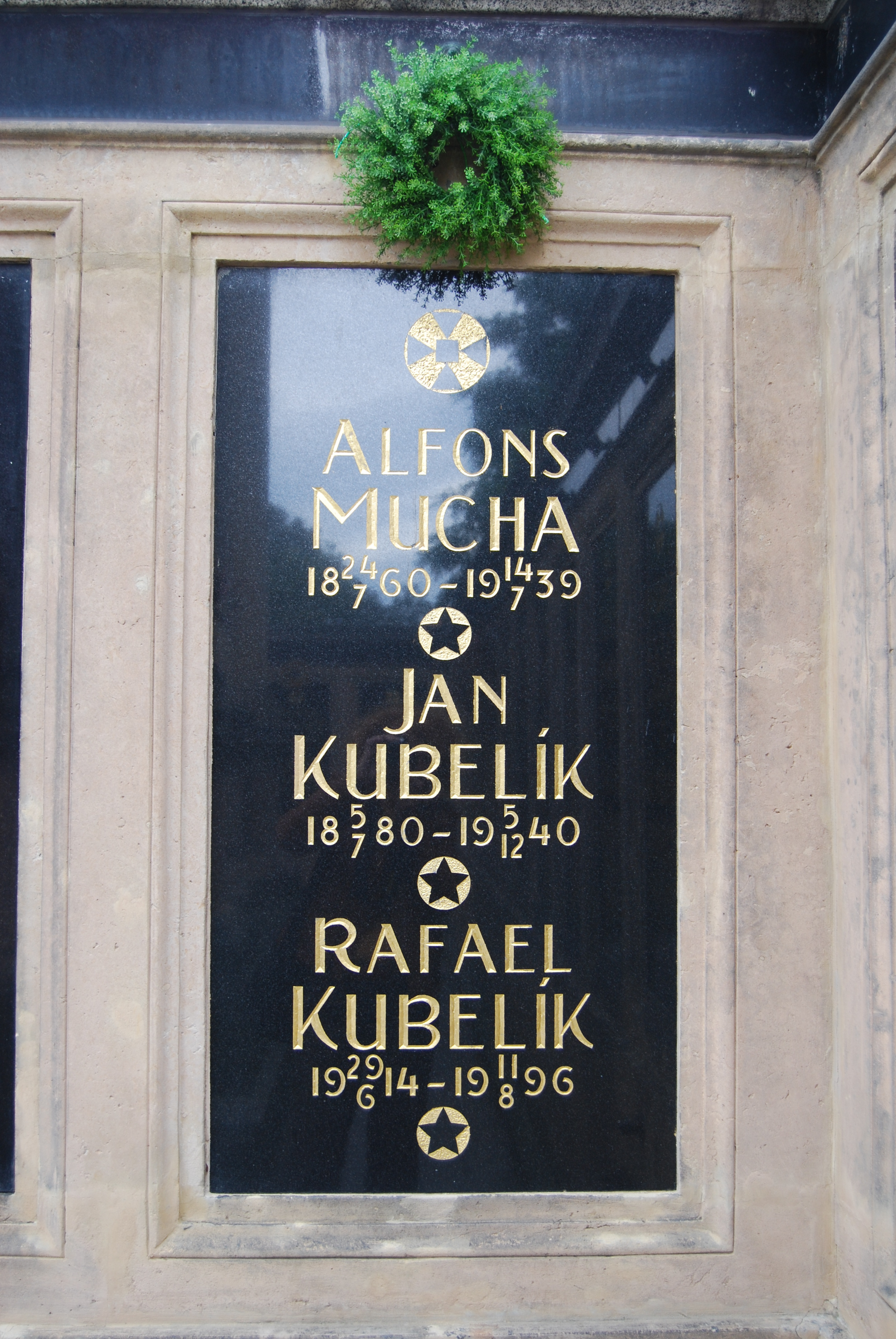
「スラヴィーン」にある、アルフォンス・ミュシャ、ヤン、ラファエルの墓碑

現在はプラハ市の一部となったミフレの出身。プラハ音楽院でオタカル・シェフチークに師事した。少年時代は一日の半分を練習に使い、あるいは「自分の指から血が滲むまで」練習したという。1898年以降はソリストとして演奏旅行に出て、間もなく超絶技巧と完全無欠のピッチによって有名になる。有名な兄弟弟子にヤロスラフ・コチアンが居る。コチアンは録音を機械式吹込み法時代COLUMBIA・PHONOGRAPHにレコード片面3枚のみの録音したのとは対照的に、クベリークはグラモフォン・ビクター系、オデオン・フォノティピア系に多くのレコードの録音（サラサーテの作品の演奏が得意と云い､レコードでサラサーテの作曲の曲目も多い）を行い、作曲作品も多く残して、作品には6つのヴァイオリン協奏曲等がある。生涯現役のヴァイオリニストであり続けたが、1920年代から、同じサラサーテの作品の演奏が得意な、ヤッシャ・ハイフェッツの大活躍によってクベリークの活動は幾分かすんでしまった。クベリークの演奏は技術的な意味においては正確無比であったが、言わば情感の深みに欠けるとしてしばしば批判された。プラハにて他界。指揮者の故ラファエル・クーベリックは息子である。詩人のカール・サンドバーグは自作の詩の中でクベリークを詠んでいる。

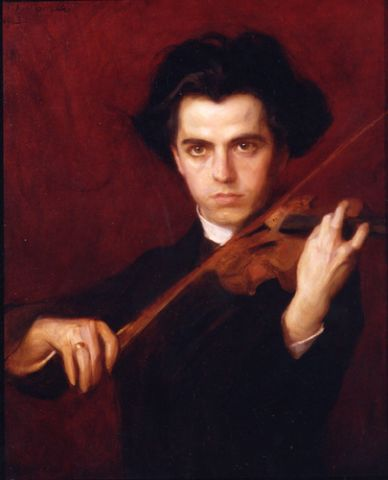
フィリップ・ド・ラースローによる肖像画
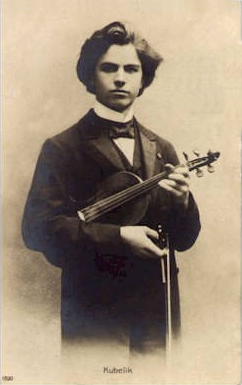
若い頃
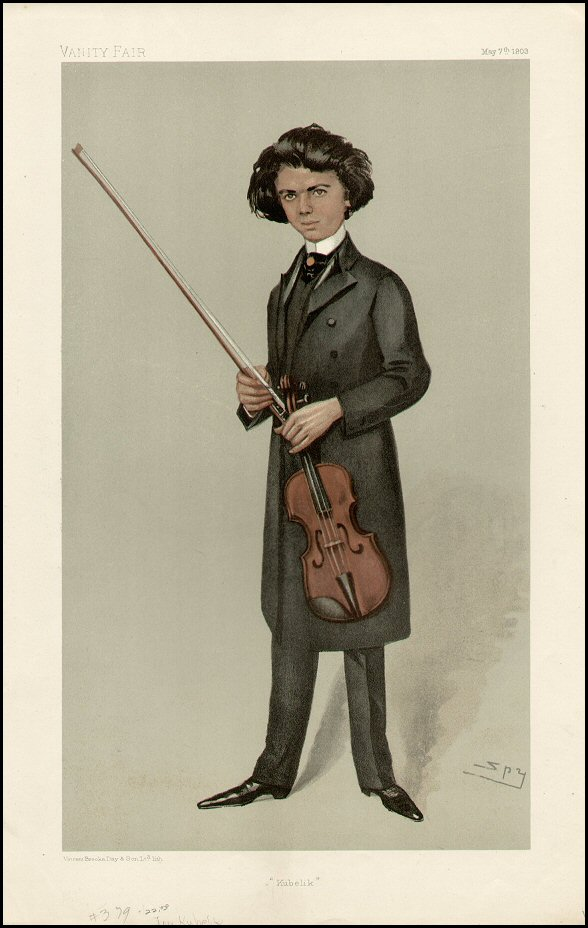
バニティ・フェア誌掲載のカリカチュア
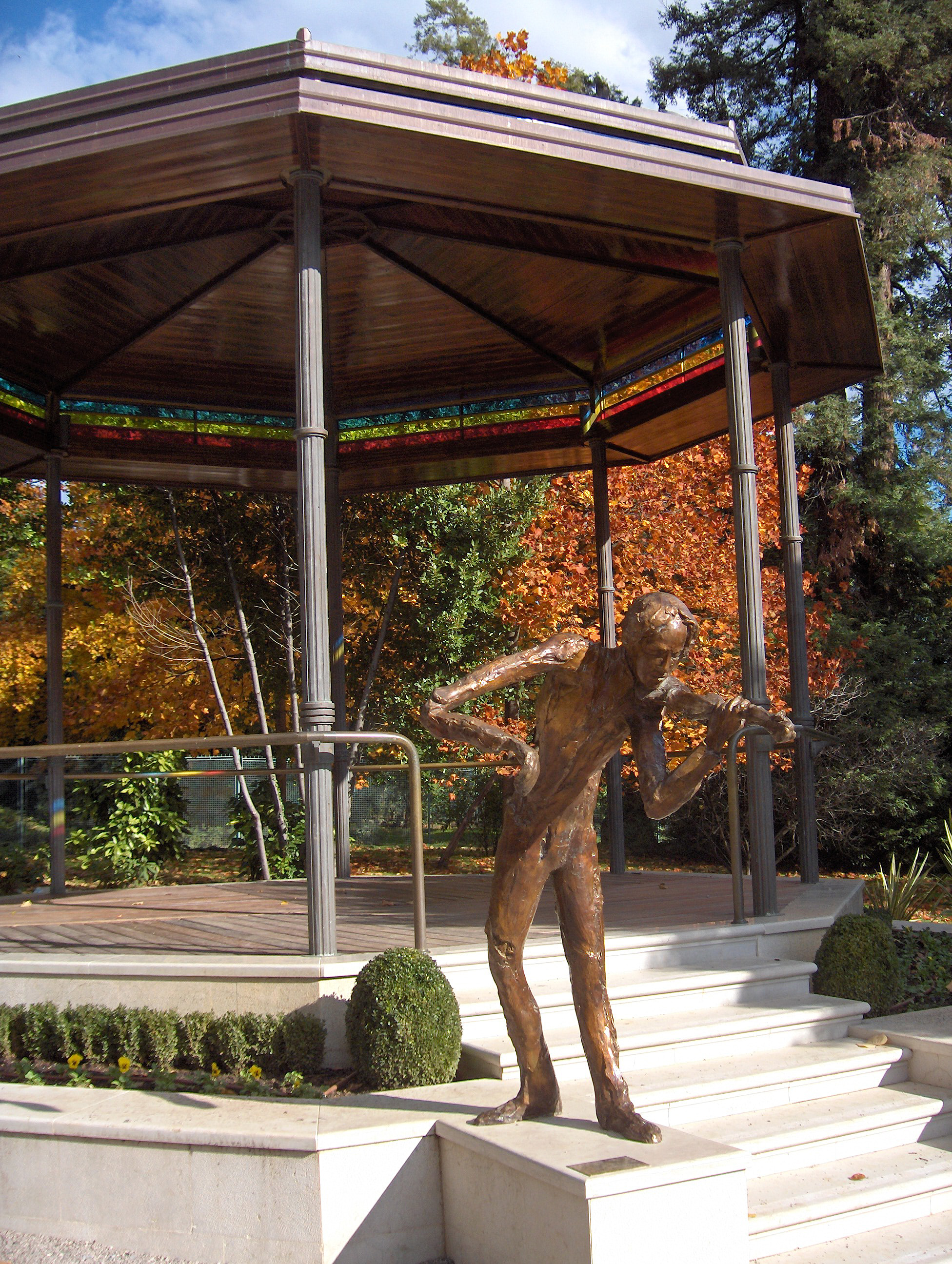
ヴァイオリンを弾くクベリークの銅像

## 評価
ヴァイオリニストのジャック・ティボーはクーベリックについて、才能があったにもかかわらず、シェフチークの機械的な教育の犠牲となったヴァイオリニストだと述べている。